# كونراد كنول
كونراد كنول (بالألمانية: Konrad Knoll)‏ هو نحات وأستاذ جامعي ألماني، ولد في 9 سبتمبر 1829 في باد بيرغتسابرن في ألمانيا، وتوفي في 14 يونيو 1899 في ميونخ في ألمانيا.